# 新正統神學
新正統神學，在歐洲又被稱為危機神學或辯証神學，是20世紀產生於歐洲大陸和美國的一種新教神學思想。由於18世紀啟蒙運動開啟理性的時代，科學知識等新發現促進了工業發展，也帶來社會的進步繁榮，社會上對人的潛力與未來普遍存著樂觀的看法。以人的理性為中心的啟蒙運動，對於長久以來以教會權威為主體強調聖經啟示的基督信仰，開始抱持以理性方法重新檢驗的態度。十九世紀的自由派神學家嘗試在神的超越與臨在性之間重新找到新的平衡。然而，自由神學為了符合當代主流理性思想，否定圣经中的神迹奇事、童女生子、耶穌复活等等，並沒有完全走出啟蒙運動的影響，所強調的臨在性仍然偏重人本的觀點。1914年爆發第一次世界大戰，戰爭的殘酷與醜陋打破了人們對理性的樂觀憧憬，對理性的悲觀與反動掀起另一波神學運動新正統主義。需要注意的是：「新正統神學」與「基要神學」的內容不同，它們是不一樣的兩種主張，新正統神學家也多是基要神學的反對者。

## 學說內容
- 新正統神學是使用開明派的若干論點、企圖重建正統神學威信的一種神學主張。與自由神學的不同處在於：新正統神學家反對自由神學中暗示或明示的人類自救的可能性，反之強調上帝在此事件中的絕對的主權，因此與基督新教神學的加爾文主義是相當類似的看法。雖然新正統神學拒絕強調「自然神學」的自由神學，但新正統派神學家和自由派神學家同樣地的擁抱啟蒙運動，因此他們也接受聖經的詮釋應當經過批判的過程。[2]

- 新正統神學看似是對於所謂「正統神學」的一次恢復，但其實「什麼是正統神學？」卻是個沒有定論的難題。新正統主義者普遍認為吾人對上帝的論述要回到新約時代（使徒保羅的論述）乃至於更早先的（比方人類始祖亞當的）論述基礎上，為要突顯信仰一事完全是主動的上帝與被動的人類間展開的一種交往關係，並不是人類所創立的學說或是傳承下來的習慣。因此，新正統神學所恢復的「正統」乃是從上帝的角度所言的正統，並不是基于圣经文本的正統。[3]。

- 新正統神學對自由神學的回應

1. 強調神的超越性：卡爾·巴特則提出「神話語的神學」的看法，他認為，「神的話」是基督教神學唯一可靠的資源，但神的話並非只有聖經一種形式，最首要的形式應當是耶穌基督，以及一切與祂有關的事件，第二個形式才是聖經，最後的形式則是教會的宣講。而後面兩種形式只有用在啟示耶穌基督時才算是神的話語。[4] 因為神學應當本於聖經所要啟示出來的那位耶穌基督，同時將基督教會基於耶穌基督所宣講出來的福音信息表達出來。神學的目的不是為要回應人類的處境，也不是為了要回答人的疑問，而是表達人領受上帝話語後所該做出的回應。[5]
2. 強調信仰的基督：魯道夫·布爾特曼捨棄了自由派「歷史批判」對福音書的研究態度，主張人無法對歷史的耶穌有足夠的了解，因為新約的焦點在於「对基督的信仰」，而非「歷史的耶穌」。因此布爾特曼從存在主義哲學出發，改以「形式批判」的研究方法來探究初期教會宣講的「福音信息」，論述個人對上帝的認識必須在神的話中與上帝相遇，並且對此一超越性的福音信息做出回應。[6]

## 新正统神学的权威观
新正统神学有时会被归入自由主义神学阵营，有时则被归入保守派。造成这种混乱局面的原因是：一方面，它抛弃自由主义的理论，主张启示的必定是神；另一方面，对于圣经，它则持守自由主义神学的观点。
新正统神学的权威基础，正如巴特所指出的，就是神的道。但这道是指耶稣基督，而不是指圣经。圣经是为道做见证，虽然内中有错误，但仍可见证道。圣经没有绝对性的权威，只有功用上的权威，因为圣经是我们遇见基督的工具。
由于新正统神学既不是传统的正统神学，也不完全等同自由主义神学，所以在基要派基督徒看来具有极大的迷惑性，认为其比自由主义神学更可怕、更有危险。

## 代表人物及其學說
- 卡爾·巴特 - 在撰寫《羅馬書釋義》第一版時主張一種非常激進的加爾文主義（即改良自奧古斯丁「預定說」而來的「雙重預定論」），巴特在此書中極端地強調了救恩唯一的來源是上帝那高不可測的自由意志，甚至說人類的墮落也是出自上帝的自由意志，所以亞當的犯罪並不是因為他有自由意志，而是上帝預定了一位必然會犯罪的亞當為要使世人知道憑著受造之軀──人類是必然受到咒詛的，最後藉著上帝的愛子耶穌，人類才有與上帝和好的機會。巴特在此繞過了神學上的「自由意志說」、「盟约神學」、「伯拉纠主義」等等一直嘗試用來證明上帝的公義性之論證，直接用本體論的說法：若有一位造物主，則祂斷然不需要向受造物證明祂是公義的──不論祂做什麼都只會是公義的而不是別的。巴特晚期承認自己早年的神學思想具有異端的色彩，過於激進，故有些研究巴特神學的學者認為巴特早期的神學思想是第一次世界大戰跟第二次世界大戰後道德感渙散的氣氛之下的時代性產物。一般論及巴特的新正統神學主張的多是討論其早期的這一些思想。

- 魯道夫·布爾特曼

- 艾米爾·布魯內爾 - 新正統神學運動的代表人物之一。晚期與巴特有神學歧異。

## 危機神學
危機神學是與新正統神學同時產生的一種基督教新教神學學說，最初的危機神學論者幾乎都被認為屬於新正統神學家。
其次，危機神學可以是研究者為了達到分析目的而擅自進行的歸類，有些神學家並不同意將自己的學說歸到危機神學之中，最有名的例子當屬卡爾·巴特說自己的神學不是危機神學，但所有危機神學的專論幾乎都會稱他是代表人物。

### 原本的學說內容
危機神學至少有好幾個面向上的意義：
- 自由神學的墮落已經為基督教帶來了覆滅的危機。
- 普世對獨一真神YHWH信仰的遺棄已經產生了人類史上空前的道德危機（兩次的世界大戰被視為其結果）。
- 神學用語與一般用語的混雜，使得為上帝辯護的神學家陷入了論證不利的危機。
- 基督教的神使得信仰祂的人陷入了理智的危機（卡爾·巴特所主張）或自我認同的危機（保羅·田立克的主張），而這一種危機是人類不可能也不應該逃避的。

### 危機神學的發展
新教的「危機神學」一名詞在誕生之際還明顯帶著兩次大戰後人心動蕩的憂懼成色，隨著該觀念的發展和經過更多人的使用，「危機神學」的意涵也開始豐富了起來。如今一切要為神學剷除不利條件的學說都可視為一種「危機神學」（即是將其引伸為「神學陷入了危機」之意）。在現代的神學家眼中，對神學發展的不利條件比方說有：實證論的高張氣燄、「進化論」已為普羅大眾所接受跟依照邏輯就可判斷上帝並不仁慈（神義論問題）……等等。現代的神學家旨在掃除這些不利基督教傳播之障礙，並且涉入邏輯學、生物學與自然科學的領域之中企圖由證明。

1. 那些與《聖經》信仰抵觸的觀念其自身就是站不住腳的（或仍是未完備的）。
2. 那些說法其實與信仰毫無抵觸，只是過去某些神學家將自己的看法強加於《聖經》之上才產生了表面上的衝突。
3. 科學的說法時常有修改的，甚至有時候還會回過頭來肯定曾經批評過的《聖經》內容，所以結論說：人的認知太淺薄了，反倒《聖經》的說法才是屹立不搖的。[來源請求]

## 辯證神學
辯證神學又稱悖論神學，為基督教神學中新正統神學的一個主要內容或型式。

### 辯證神學的內容
真正的上帝或一切與其相關的主題（包括《聖經》中的啟示）都是人類不能夠完整理解的，故只能以人類對於「上帝」這個題目展開的辯證過程當作是認識上帝的過程。雖然採用辯證法，然而新教的辯證神學與理性主義無關，不但如此，還通常被認定是「反理性」學說的；因為新教神學中的辯證神學家普遍認為：採取辯證的後果便是得出與理性違背的判斷，故而又叫悖論神學。與德國的辯證哲學傳統不同，神學的辯證法通常不抱著「辯證的終點便是上帝」的這種想法，而是多數採取了否定神學或神秘主義做為知識論的基礎。

## 相反或相異的觀點
- 自由神學 - 自由派神學 - 現代神學
- 伯拉纠主義 - 神人合作說 - 半伯拉纠主義 - 盟約神學
- 基要神學